# تلمبة حسن ابراهيمي (علي أباد ملك)
تلمبة حسن ابراهیمي (بالفارسية: تلمبه حسن ابراهیمی) هي منطقة سكنية تقع في إيران في قسم علي أباد ملك الريفي. يقدر عدد سكانها بـ 10 نسمة .